# Prígorodni (Pàixkovski)
|  | Per a altres significats, vegeu «Prígorodni». |

Prígorodni - Пригородный (rus) és un possiólok del krai de Krasnodar, a Rússia. Es troba a les terres baixes de Kuban-Azov, davant de l'embassament de Krasnodar del riu Kuban, a 18 km a l'est del centre de Krasnodar, la capital.
Pertany al municipi de Pàixkovski.